# 289
Het jaar 289 is het 89e jaar in de 3e eeuw volgens de christelijke jaartelling.

## Gebeurtenissen

### Europa
- Keizer Maximianus leidt tevergeefs een invasie naar Britannia, vanwege een storm in Het Kanaal wordt de Romeinse vloot vernietigd. Hij accepteert een vredesverdrag met Carausius.
- Constantius I Chlorus laat zich scheiden van Flavia Julia Helena en trouwt vervolgens met Flavia Maximiana Theodora, de stiefdochter van Maximianus.

### Perzië
- Koning Bahram II, sjah van het Sassaniden Rijk, voert hervormingen door in zijn land en begint met de vervolging van de christenen.

## Geboren
- Flavia Maxima Fausta, keizerin en dochter van Maximianus (overleden 326)